# Dimitrios Chatziisaias
Dimitrios Chatziisaias (Thessaloniki, 21 september 1992) is een Grieks voetballer die sinds 2019 onder contract ligt bij Çaykur Rizespor. Chatziisaias is een verdediger.

## Carrière
Via Omonia Stavroupolis, Vataniakos FC, AO Glyfada en AO Chania FC kwam Chatziisaias in de zomer van 2014 bij de Griekse eersteklasser Panionios terecht. Hij speelde er twee seizoenen in de Super League en versierde zo in januari 2016 een transfer naar PAOK Saloniki. Op 7 februari 2016 maakte hij zijn officiële debuut voor de club tijdens een competitiewedstrijd tegen Olympiakos Piraeus (1-0-verlies). Een maand later scoorde hij tegeb Panthrakikos zijn eerste doelpunt voor de club.
In augustus 2016 liet PAOK weten dat Chatziisaias niet in de plannen voor het seizoen 2016/17 paste. De verdediger kwam dat seizoen effectief ook geen enkele keer in actie voor de club. Pas een jaar later werd er een oplossing gevonden: in juni 2017 trok Chatziisaias op huurbasis naar Atromitos FC. De verdediger speelde twee seizoenen op huurbasis bij de Griekse eersteklasser. In juli 2019 nam de Turkse eersteklasser Çaykur Rizespor hem op definitieve basis over van PAOK.
Amper zes maanden na zijn overgang naar Rizespor trok Chatziisaias in januari 2020 op huurbasis naar Cercle Brugge, dat op dat moment laatste stond in de Jupiler Pro League. Cercle Brugge redde zich alsnog, maar nam Chatziisaias op het einde van het seizoen niet definitief over.